# Pomnik Niepodległości w Aszchabadzie
Pomnik Niepodległości (turk. Garaşsyzlyk binasy) – pomnik znajdujący się w stolicy Turkmenistanu, Aszchabadzie. Do czasu wybudowania Wieży „Türkmenistan” był najwyższą budowlą w kraju.
Odsłonięty w 2001, w 10. rocznicę niepodległości Turkmenistanu.
Pomnik został wykonany przez turecką firmę Polimeks. Upamiętnia on datę ogłoszenia niepodległości Turkmenistanu – 27 października 1991. Liczby z daty odzwierciedlone są w konstrukcji budowli: składa się ona z betonowej wieży o wysokości 91 metrów, na której znajduje się taras widokowy o obwodzie 10 m, a nad nim 27-metrowy złoty hełm. Całość ma więc wysokość 118 metrów. Podstawa wieży ma przypominać kształtem turkmeńską jurtę lub tradycyjne nakrycie głowy kobiet, zaś wieża – minaret ze średniowiecznych ruin Starego Urgench w Köneürgenç.
Wokół pomnika rozciąga się Narodowy Park Niepodległości o powierzchni 84 500 m². Znajdują się w nim m.in. okalające pomnik pozłacane figury turkmeńskich bohaterów narodowych, złota figura byłego prezydenta Saparmyrata Nyýazowa oraz liczne fontanny.

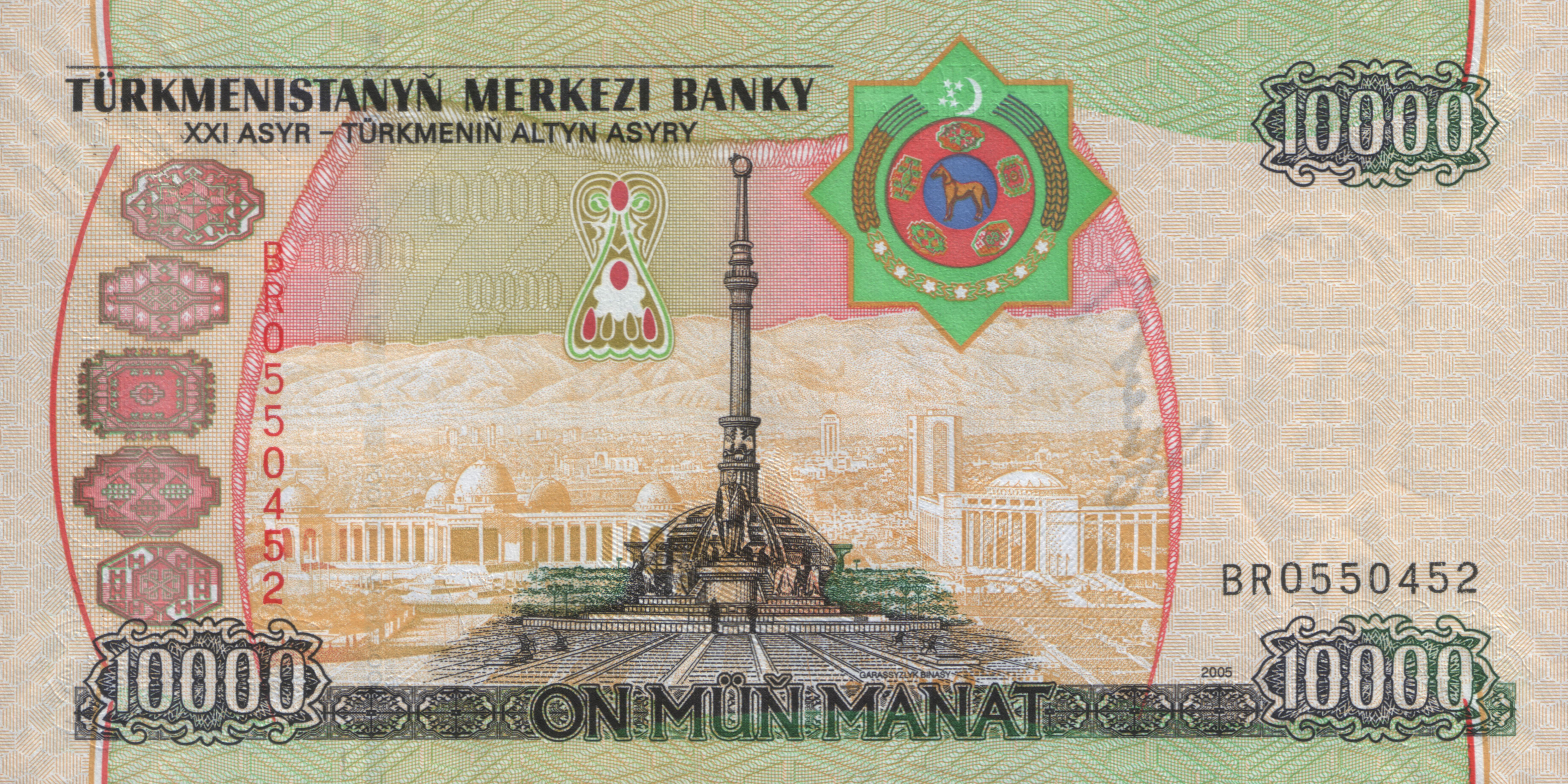
Banknot 10000-manatowy

Obraz Pomnika Niepodległości znajduje się na turkmeńskim banknocie o wartości 10 000 manatów.

## Źródła
- Pomnik Niepodległości na stronach Polimeksu. polimeks.com. [zarchiwizowane z tego adresu (2020-01-30)]. (ang.)
- Monument of Independence in Turkmenistan. National Park of Independence in Ashgabat (ang.)